# NGC 2679
NGC 2679 je galaksija u zviježđu Raku.

## Vanjske poveznice
- SEDS: NGC 2679